# Jeżów Sudecki
Jeżów Sudecki (en allemand Grunau) est une localité polonaise et siège de la gmina de Jeżów Sudecki, située dans le powiat de Jelenia Góra en voïvodie de Basse-Silésie.

## Vol à voile
Grunau est connu par les pilotes de vol à voile pour abriter un centre où furent réalisés les premiers vols d'onde et être le berceau des planeurs Grunau Baby et du SG-38, qui y ont été construits par Edmund Schneider (de).